# Pero honestarius
Pero honestarius là một loài bướm đêm trong họ Geometridae.